# کوزو نو هونکای
کوزو نو هونکای (به ژاپنی: クズの本懐 ,Kuzu no Honkai) یک مجموعه مانگا ژاپنی است که توسط منگو یوکویاری نوشته و مصورسازی شده‌است. این سری توسط انتشارات اسکوئر انیکس و به تعداد ۸ جلد تانکوبون از سپتامبر ۲۰۱۲ تا مارس ۲۰۱۷ در مجله سینن بیگ گان‌گان به چاپ می‌رسید. داستان مجموعه دربارهٔ هانابی یاسورائوکا، یک دختر سال دوم آموزش متوسطه است که بواسطهٔ عشقی دست‌نیافتنی از درون احساس سوزش می‌کند. او در جستجوی محبت فردی دیگر بود در حالی که احساس افراد دیگر نسبت به خود را جریحه‌دار می‌کرد.
یک مجموعه تلویزیونی انیمه ۱۲ قسمتی نیز بر پایه نسخه مانگا و به کارگردانی ماسائومی آندو توسط استودیو لرکه دستمایه اقتباس قرار گرفت که از ژانویه تا مارس ۲۰۱۷ در شبکهٔ فوجی تلویژن پخش شد.

## داستان
هانابی یاسورائوکا یک دانش‌آموز دبیرستانی ۱۷ ساله است که عاشق نارومی کانای، دوست بزرگتر دوران کودکی‌اش شده‌است که در حال حاضر معلم مدرسه او نیز است. اما از نگاه چشمان نارومی زمانی که معلم جدید موسیقی مدرسه به نام آکانه میناگاوا را می‌دید، هانابی پی می‌برد که نارومی حسی نسبت به او ندارد و در حقیقت شیفتهٔ آکانه می‌باشد. سپس هانابی با موگی آوایا مواجه می‌شود، یکی دیگر از دانش‌آموزان خوش‌قیافه و محبوب مدرسه که عاشق آکانه است. آکانه مدرس خصوصی موگی در دوره راهنمایی تحصیلی بود. هانابی و موگی با یکدیگر عهد بستند و یک رابطه جعلی را به منظور برطرف کردن خلوت و تنهایی هر دو طرف بواسطهٔ عشق‌های یک طرفه خود، چه از لحاظ جنسی و چه احساسی شروع کردند. آن‌ها در خفا حدود مسائل جنسی و هیجان‌های خود را همانند هر زوج دیگری محک می‌زدند. آن‌ها توافق کردند که هرگز عاشق یکدیگر نشوند، و هر زمان که به عشق‌های واقعی خود رسیدند رابطه‌یشان را قطع کنند.